# 1901年切维厄特地震

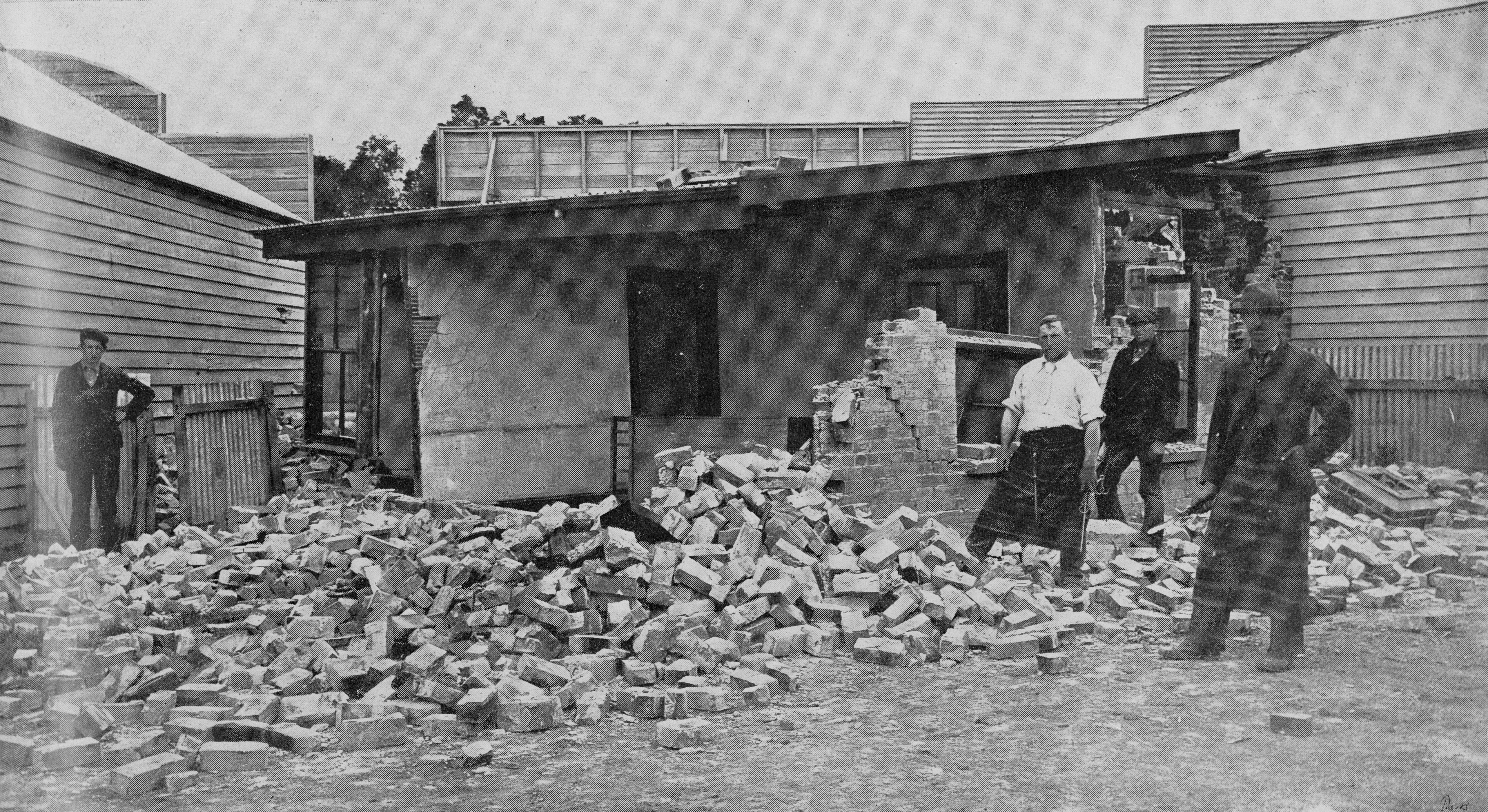
地震後切维厄特镇的商戶情況

1901年切维厄特地震发生在新西兰时间1901年11月16日07:47，震中位于新西兰坎特伯雷区的切維厄特鎮附近。

## 災情
地震期间，一个小屋倒塌并导致一名婴儿死亡。坎特伯雷区的其他伤亡人数则仍未查清。
基督城座堂尖塔的頂端在地震中再度倒塌，故石造結構部份以較能抵抗地震的澳洲硬木取代，再用銅片覆蓋；同時內部也裝設阻尼器。
在凱厄波伊鎮（Kaiapoi），凱厄波伊河流北岸查爾斯（Charles）街和休厄爾（Sewell）街路口2－3街區的地方觀察到土壤液化時產生的噴沙現象，類似現象亦在河的對岸及通往貝爾法斯特的道路發生。